# Konec dětství (Hvězdná brána: Atlantida)
Konec dětství (v anglickém originále Childhood's End) je 6. epizoda I. série sci-fi seriálu Hvězdná brána: Atlantida.

## Obsah epizody
Tým přilétá na planetu M7G-677. Jumperu selžou motory a havaruje. Posádka se vydá hledat bránu a narazí na vesnici, v níž žijí samé děti. Děti jsou velmi zneklidněné, že je navštívili "dorostlí" a rozhodnou se odvést je ke svým "starcům". Sheppardův tým je překvapen, když zjistí, že "starcům" je maximálně 24 let.
Keras – nejstarší ze zdejších obyvatel – týmu vysvětlí, že se jejich předci před mnoha sty lety rozhodli vyhnout wraithským útokům tím, že nenechají své obyvatele dospět do tak vysokého věku, aby Wraithy zajímali. Každý v předvečer svých 25. narozenin spáchá sebevraždu a předejde tak možnosti násilné smrti z rukou Wraithů, která by zabránila jejich duši pokračovat v další cestě. Tento rituál se praktikuje ve všech 12 vesnicích na planetě a večer jej má podstoupit také Keras.
Rodney McKay zatím zjistí, že jumper havaroval díky štítu, který likviduje elektromagnetické záření. Wraithské šipky stejně jako jejich zbraně tak byly v blízkosti vesnic neúčinné - proto se této planetě vyhýbají. Štít je napájen ZPM, McKay se rozhodne si jej vypůjčit a odvézt na Atlantidu. Netuší však, že se ve vesnici nachází wraithský vysílač, který ihned po vypnutí štítu začne vysílat. Zjistí však také, že rituální sebevraždy měly za úkol udržet populaci v přijatelném množství, protože štít byl schopen pokrýt pouze malou část planety.
John Sheppard se zatím pokouší dětem sebevraždy rozmluvit. Někteří ze starších mu přestávají důvěřovat a požadují okamžitý odchod. Právě v okamžiku, kdy se vrací McKay se nad vesnicí objeví wraithská průzkumná sonda. Děti zvažují obětovat Sheppardův tým. McKayovi se po delším úsilí povede ZPM zapojit, což některé z dětí vidí a pochopí souvislost s Wraithy. Vysvětlí vše ostatním, společně se rozhodnou ukončit sebevraždy a vše vysvětlit i obyvatelům ostatních vesnic.
Sheppardův tým se vrací na Atlantidu.